# Ejskär, Nagu
Ejskär är en ö nära Nötö i Nagu,  Skärgårdshavet i Pargas stad i landskapet Egentliga Finland, i den sydvästra delen av Finland. Ön ligger omkring 4 kilometer öster om Nötö, 27 kilometer söder om Nagu kyrka, 61 kilometer söder om Åbo och omkring 180 kilometer väster om Helsingfors. Närmaste allmänna förbindelse är förbindelsebryggan vid Nötö som trafikeras av M/S Eivor.
Öns area är 4,3 hektar och dess största längd är 340 meter i öst-västlig riktning.